# Vichten
Vichten (luxemburguès Viichten, alemany Vichten) és una comuna i vila a l'oest de Luxemburg, que forma part del cantó de Redange. També inclou la vila de Michelbouch. Limita amb els municipis de Bissen, Boevange-sur-Attert, Mertzig i Useldange.

## Població
| Nacionalitat   | Població | %      |
| -------------- | -------- | ------ |
| luxemburguesos | 716      | 86,16% |
| Forasters      | 115      | 13,84% |
| - portuguesos  | 32       | 3,85%  |
| - francesos    | 11       | 1,32%  |
| - italians     | 17       | 2,05%  |
| - belgues      | 33       | 3,97%  |
| - alemanys     | 8        | 0,96%  |
| - iugoslaus    | 7        | 0,84%  |
| - altres       | 7        | 0,84%  |

## Evolució demogràfica
| Any        | Població |
| ---------- | -------- |
| 15/02/2001 | 831      |
| 01/01/2002 | 853      |
| 01/01/2003 | 872      |
| 01/01/2004 | 889      |
| 01/01/2005 | 869      |